# بيافورت
بيافورت (كارولاينا الجنوبية) (بالإنجليزية: Beaufort, South Carolina)‏ هي مدينة تقع في الولايات المتحدة في Beaufort County. يقدر عدد سكانها بـ 12,361 نسمة ومساحتها 87.0 كم2 وترتفع عن سطح البحر 3 متر.

## التركيبة السكانية
حدّد مكتب تعداد الولايات المتحدة بيانات التركيبة السكانية لبيافورت في تعداد الولايات المتحدة. في ما يلي، التركيبة السكانية حسب تعدادي 2000 و2010.

### تعداد عام 2000
بلغ عدد سكان بيافورت 12,950 نسمة بحسب تعداد عام 2000، وبلغ عدد الأسر 4,598 أسرة وعدد العائلات 3,036 عائلة مقيمة في المدينة. في حين سجلت الكثافة السكانية 197.5 نسمة لكل كيلومتر مربع (511.5/ميل2). وبلغ عدد الوحدات السكنية 5,080 وحدة بمتوسط كثافة قدره 77.5 لكل كيلومتر مربع (200.7/ميل2).
وتوزع التركيب العرقي للمدينة بنسبة 69.41% من البيض و25.14% من الأمريكيين الأفارقة و0.32% من الأمريكيين الأصليين و1.07% من الأمريكيين ذوي الأصول الآسيوية و0.12% من سكان جزر المحيط الهادئ و1.98% من الأعراق الأخرى و1.96% من عرقين مختلطين أو أكثر و4.39% من الهسبانيون أو اللاتينيون من أي عرق.
بلغ عدد الأسر 4,598 أسرة كانت نسبة 35.1% منها لديها أطفال تحت سن الثامنة عشر تعيش معهم، وبلغت نسبة الأزواج القاطنين مع بعضهم البعض 47.6% من أصل المجموع الكلي للأسر، ونسبة 14.9% من الأسر كان لديها معيلات من الإناث دون وجود شريك،  بينما كانت نسبة 3.5% من الأسر لديها معيلون من الذكور دون وجود شريكة وكانت نسبة 34% من غير العائلات. تألفت نسبة 28.6% من أصل جميع الأسر من عدة أفراد يعيشون في نفس المنزل ونسبة 10.2% كانت تتألف من شخص يعيش بمفرده يبلغ من العمر 65 عاماً أو أكثر. وبلغ متوسط حجم الأسرة المعيشية 2.37، أما متوسط حجم العائلات فبلغ 2.90.
بلغ العمر الوسطي للسكان 30.1 عاماً. وكانت نسبة 21.5% من القاطنين تحت سن الثامنة عشر، وكانت نسبة 9.5% بين الثامنة عشر والرابعة والعشرين عاماً، ونسبة 25.1% كانت واقعةً في الفئة العمرية ما بين الخامسة والعشرين والرابعة والأربعين عاماً، ونسبة 17.3% كانت ما بين الخامسة والأربعين والرابعة والستين، ونسبة 10.9% كانت ضمن فئة الخامسة والستين عاماً فما فوق. يوجد لكل 100 أنثى 88.7 ذكر، ويوجد لكل 100 أنثى في الثامنة عشر من عمرها فما فوق 84.1 ذكر.
بلغ متوسط دخل الأسرة في المدينة 36,532 دولارًا، أما متوسط دخل العائلة فبلغ 42,894 دولارًا. وكان متوسط دخل الذكور 22,465 دولارًا مقابل 23,474 دولارًا للإناث. وسجل دخل الفرد الخاص بالمدينة 20,501 دولارًا. وكانت نسبة 11.5% من العائلات ونسبة 13% من السكان تحت خط الفقر، وكان من هؤلاء نسبة 20.5% تحت سن الثامنة عشر ونسبة 11.1% في الخامسة والستين من العمر وما فوق.

### تعداد عام 2010
بلغ عدد سكان بيافورت 12,361 نسمة بحسب تعداد عام 2010، وبلغ عدد الأسر 4,883 أسرة وعدد العائلات 3,032 عائلة مقيمة في المدينة. في حين سجلت الكثافة السكانية 188.5 نسمة لكل كيلومتر مربع (488.2/ميل2). وبلغ عدد الوحدات السكنية 5,630 وحدة بمتوسط كثافة قدره 85.8 لكل كيلومتر مربع (222.2/ميل2).
وتوزع التركيب العرقي للمدينة بنسبة 67.15% من البيض و25.69% من الأمريكيين الأفارقة و0.29% من الأمريكيين الأصليين و1.43% من الأمريكيين ذوي الأصول الآسيوية و0.14% من سكان جزر المحيط الهادئ و2.65% من الأعراق الأخرى و2.65% من عرقين مختلطين أو أكثر و6.71% من الهسبانيون أو اللاتينيون من أي عرق.
بلغ عدد الأسر 4,883 أسرة كانت نسبة 31.3% منها لديها أطفال تحت سن الثامنة عشر تعيش معهم، وبلغت نسبة الأزواج القاطنين مع بعضهم البعض 42.1% من أصل المجموع الكلي للأسر، ونسبة 16.1% من الأسر كان لديها معيلات من الإناث دون وجود شريك،  بينما كانت نسبة 3.8% من الأسر لديها معيلون من الذكور دون وجود شريكة وكانت نسبة 37.9% من غير العائلات. تألفت نسبة 32.3% من أصل جميع الأسر من عدة أفراد يعيشون في نفس المنزل ونسبة 12.8% كانت تتألف من شخص يعيش بمفرده يبلغ من العمر 65 عاماً أو أكثر. وبلغ متوسط حجم الأسرة المعيشية 2.28، أما متوسط حجم العائلات فبلغ 2.88.
بلغ العمر الوسطي للسكان 34.2 عاماً. وكانت نسبة 22.3% من القاطنين تحت سن الثامنة عشر، وكانت نسبة 14.4% بين الثامنة عشر والرابعة والعشرين عاماً، ونسبة 24.3% كانت واقعةً في الفئة العمرية ما بين الخامسة والعشرين والرابعة والأربعين عاماً، ونسبة 23.6% كانت ما بين الخامسة والأربعين والرابعة والستين، ونسبة 15.5% كانت ضمن فئة الخامسة والستين عاماً فما فوق. وتوزع التركيب الجنسي للسكان بنسبة 48.9% ذكور و51.1% إناث.

## أعلام
- بات كونروي
- ريتشارد هيرون أندرسون
- ألان فورني
- ويليام إليوت
- كلمنتا بنكني
- راندولف س. بيركلي
- جو فريزر
- ويليام والاس بورنس
- جون إدواردز هولبروك
- ستيفن إليوت